# Wymysłowo (gmina)
Wymysłowo (lub Wymysłów, od 1870 Gradowo) – dawna gmina wiejska istniejąca w XIX wieku w guberni warszawskiej. Siedzibą władz gminy było Wymysłowo (obecnie część wsi Stawiska).
Za Królestwa Polskiego gmina Wymysłowo należała do powiatu radiejewskiego (przemianowanego w 1871 na powiat nieszawski) w guberni warszawskiej.
16 sierpnia?/28 sierpnia 1870 do gminy przyłączono pozbawione praw miejskich Piotrkowo (Piotrków Kujawski), po czym gminę przemianowano na gminę Gradowo ("gminę grodowską").
Poniższa tabela przedstawia tę złożoność, między innymi zmianę znaczenia odpowiednika gminy Piotrków:
| Rok  | Gmina północna                              | Gmina południowa                          |
| ---- | ------------------------------------------- | ----------------------------------------- |
| 1867 | gmina Piotrków                              | gmina Wymysłowo                           |
| 1870 | gmina Piotrków + zniesiono miasto Radziejów | gmina Gradowo + zniesiono miasto Piotrków |
| 1874 | gmina Radziejów z osadą Radziejów           | gmina Piotrków z osadą Piotrków           |